# Старая (Воскресенский район)
Старая — деревня в Воскресенском районе Московской области. До 2004 года входила в Конобеевский сельский округ. Население — 295 чел. (2010).
Деревня Старая Московской губернии указана на карте Кусова XVIII века. До 1939 года Старая была центром Старовского сельсовета.

## Расположение
В 2 км на северо-западе располагается село Конобеево и одноименная станция Московской железной дороги (Казанское направление), на востоке — деревня Щербово. Рядом протекает небольшая речка Сушенка. 

## Инфраструктура
В деревню несколько раз в день заходит автобус № 21 Воскресенск-Конобеево-пос. им. Цюрупы. Дорога с твёрдым покрытием (ответвление от трассы Конобеево-Барановское) была построена в конце 70-х.
В деревне около 300 домов. Есть магазин, клуб.

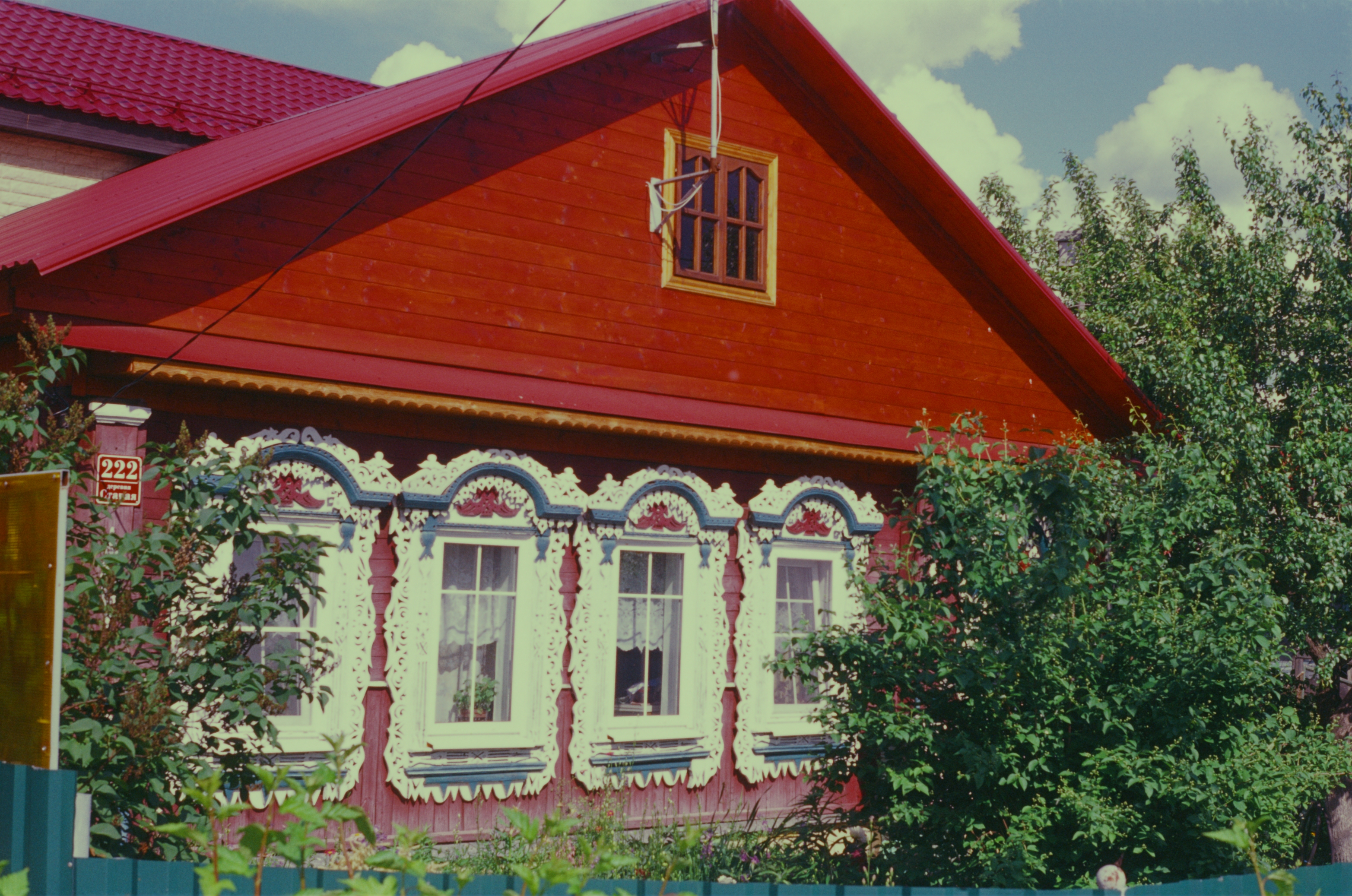
Деревенский дом с наличниками в деревне Старая

До середины 80-х в деревне располагалась деревянная начальная школа, закрытая из-за ветхости и отсутствия учеников. Позднее на территории школы размещались агроферма и лесопилка (одно из первых сельскохозяйственных частных предприятий Московской области, создано в 1988 году). После финансового кризиса 2008 года хозяйство столкнулось с серьёзными проблемами и обанкротилось. Деревня газифицирована (по состоянию на 2016/2017 год).  В 2017 году в деревне проложено твердое асфальтовое покрытие. Есть возможность подключения проводного Интернета

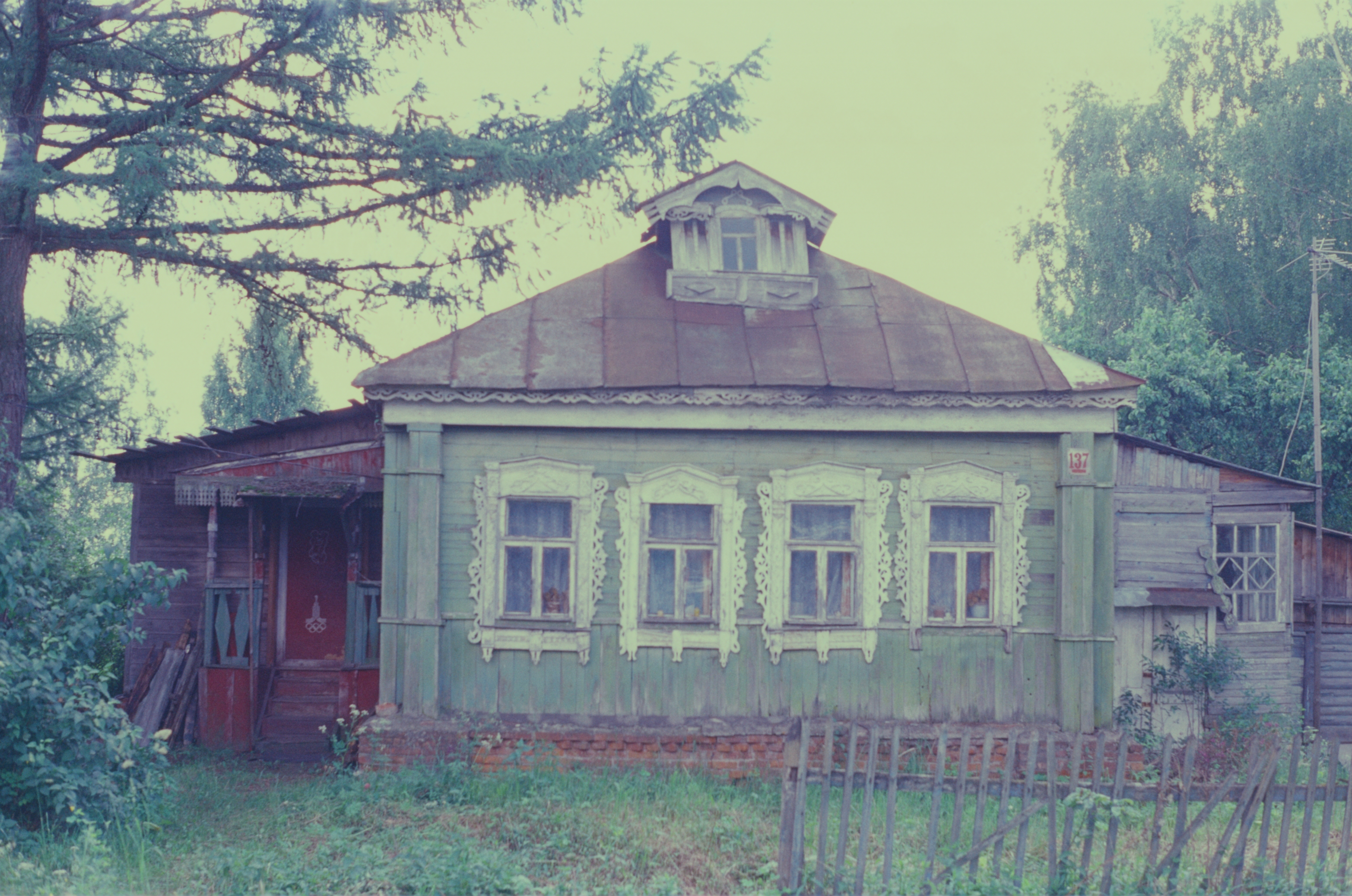
Деревенский дом с наличниками в деревне Старая, округ Воскресенск

Рядом с деревней находится кладбище.
Население представлено преимущественно «дачниками» и одинокими пенсионерами. Семей, ведущих полноценное деревенское хозяйство, немного.

## Население
| 1926 | 2002 | 2010 |
| ---- | ---- | ---- |
| 894  | ↘326 | ↘295 |